# 도스리우스

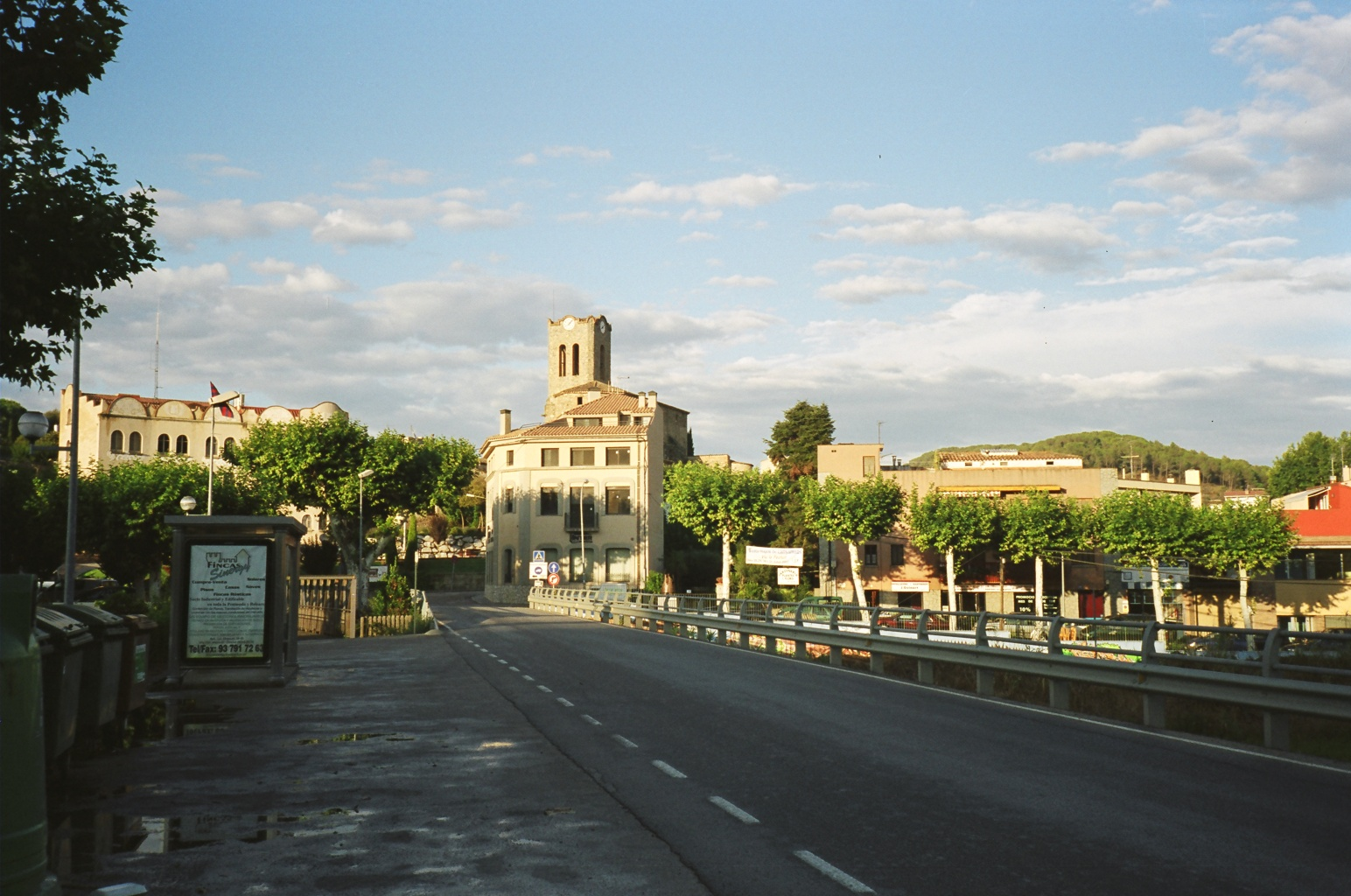
도스리우스

도스리우스(카탈루냐어: Dosrius)는 스페인 카탈루냐 지방 바르셀로나 주의 대한민국의 군에 해당하는 무니시피로 면적은 40.7km2, 높이는 147m, 인구는 5,137명(2014년 기준), 인구 밀도는 130명/km2이다.
963년 문헌에서 '두오스리오스'(Duos Rios)라는 이름으로 등장했으며 도시 이름 또한 카탈루냐어로 "2개의 강"을 뜻한다.

시기
시 문장